# Вид (Хахенбург)
Вид (нем. Wied) — община в Германии, в земле Рейнланд-Пфальц.
Входит в состав района Вестервальд. Подчиняется управлению Хахенбург. Население составляет 502 человека (на 31 декабря 2010 года). Занимает площадь 4,69 км².

## География

### Расположение
Коммуна располагается в Вестервальде между Лимбургом и Зигеном в долине Вид. Вид принадлежит к «Verbandsgemeinde Хахенбурга», подвиду коллективного муниципалитета, основанного только в Рейнланд-Пфальце. Она располагается в одноименном городе (Хахенбурге).